# Ньютаун Тауншип (округ Бакс, Пенсільванія)
Ньютаун Тауншип (англ. Newtown Township) — селище (англ. township) в США, в окрузі Бакс штату Пенсільванія. Населення — 19 895 осіб (2020).

### Клімат
| Клімат : Ньютаун Тауншип     | Клімат : Ньютаун Тауншип | Клімат : Ньютаун Тауншип | Клімат : Ньютаун Тауншип | Клімат : Ньютаун Тауншип | Клімат : Ньютаун Тауншип | Клімат : Ньютаун Тауншип | Клімат : Ньютаун Тауншип | Клімат : Ньютаун Тауншип | Клімат : Ньютаун Тауншип | Клімат : Ньютаун Тауншип | Клімат : Ньютаун Тауншип | Клімат : Ньютаун Тауншип | Клімат : Ньютаун Тауншип |
| Показник                     | Січ.                     | Лют.                     | Бер.                     | Квіт.                    | Трав.                    | Черв.                    | Лип.                     | Серп.                    | Вер.                     | Жовт.                    | Лист.                    | Груд.                    | Рік                      |
| Середній максимум, °C        | 4,2                      | 5,9                      | 10,6                     | 17,2                     | 22,5                     | 27,6                     | 29,9                     | 29,0                     | 25,2                     | 18,9                     | 12,8                     | 6,6                      | 17,6                     |
| Середня температура, °C      | −0,4                     | 1,1                      | 5,2                      | 11,2                     | 16,5                     | 21,8                     | 24,3                     | 23,4                     | 19,4                     | 12,9                     | 7,6                      | 2,2                      | 12,2                     |
| Середній мінімум, °C         | −4,9                     | −3,8                     | −0,1                     | 5,2                      | 10,4                     | 15,9                     | 18,7                     | 17,9                     | 13,7                     | 7,0                      | 2,4                      | −2,3                     | 6,7                      |
| Норма опадів, мм             | 90                       | 71                       | 105                      | 101                      | 110                      | 110                      | 133                      | 110                      | 112                      | 97                       | 92                       | 104                      | 1235                     |
| Вологість повітря, %         | 66.1                     | 62.7                     | 58.7                     | 57.6                     | 62.3                     | 66.6                     | 66.8                     | 69.1                     | 70.3                     | 69.5                     | 67.9                     | 68.1                     | 65.5                     |
| ---------------------------- | ------------------------ | ------------------------ | ------------------------ | ------------------------ | ------------------------ | ------------------------ | ------------------------ | ------------------------ | ------------------------ | ------------------------ | ------------------------ | ------------------------ | ------------------------ |
| Джерело: PRISM Climate Group |                          |                          |                          |                          |                          |                          |                          |                          |                          |                          |                          |                          |                          |

## Демографія
Згідно з переписом 2010 року, у селищі мешкало 19 299 осіб у 7394 домогосподарствах у складі 5427 родин. Було 7618 помешкань
Расовий склад населення:
| - 89,3 % — білих - 7,9 % — азіатів - 1,2 % — чорних або афроамериканців - 0,1 % — корінних американців |

До двох чи більше рас належало 1,2 %. Частка іспаномовних становила 1,9 % від усіх жителів.
За віковим діапазоном населення розподілялося таким чином: 24,9 % — особи молодші 18 років, 63,8 % — особи у віці 18—64 років, 11,3 % — особи у віці 65 років та старші. Медіана віку мешканця становила 42,1 року. На 100 осіб жіночої статі у селищі припадало 91,5 чоловіків;  на 100 жінок у віці від 18 років та старших — 87,0 чоловіків також старших 18 років.
Середній дохід на одне домашнє господарство  становив 138 237 доларів США (медіана — 107 574), а середній дохід на одну сім'ю — 155 269 доларів (медіана — 124 250). Медіана доходів становила 99 595 доларів для чоловіків та 62 038 доларів для жінок. За межею бідності перебувало 3,9 % осіб, у тому числі 2,2 % дітей у віці до 18 років та 10,6 % осіб у віці 65 років та старших.
Цивільне працевлаштоване населення становило 10 082 особи. Основні галузі зайнятості: освіта, охорона здоров'я та соціальна допомога — 22,3 %, виробництво — 13,2 %, науковці, спеціалісти, менеджери — 12,8 %.